# Monika Sperr
Monika Anna Johanna Sperr, geb. Koegler (* 27. August 1941 in Berlin; † 18. November 1984 ebenda), war eine deutsche Schriftstellerin und Journalistin.

## Leben
Koegler kam 1941 als Tochter eines Prokuristen in Berlin zur Welt. Sie wurde Volontärin beim Spandauer Volksblatt und arbeitete von 1966 bis 1968 bei Kurt Hübner und Peter Zadek als Dramaturgin am Theater Bremen. Im Jahr 1967 hielt sie sich zu Studien am Theater der Freundschaft in Ostberlin auf. Ab den späten 1960er-Jahren lebte Koegler als freie Schriftstellerin in München.
Im Mai 1968 heiratete Koegler den niederbayerischen Dramatiker und Schauspieler Helmut Martin Sperr, mit dem sie 1970 das Buch Herr Bertolt Brecht sagt herausgab. Die Ehe wurde bereits im Juni 1969 geschieden. Monika Sperr veröffentlichte in der Folgezeit verschiedene Kinderbücher, Romane, aber auch Sachbücher und Biografien. Einer breiteren Öffentlichkeit bekannt wurde sie unter anderem als Biografin von Therese Giehse. Das Buch Therese Giehse: Ich habe nichts zum Sagen, das auf Gesprächen Giehses mit Monika Sperr beruht, erschien 1973. Sperrs Biografie über Petra Kelly, die 1983 erschien, wurde gelobt: „[Monika Sperr] bleibt eine sensible, scharfsinnige Berichterstatterin, die trotz der Sympathie, die sie Petra Kelly entgegenbringt, eine kritische Distanz zu wahren versteht.“
Monika Sperr nahm sich 1984 im Alter von 43 Jahren in Berlin das Leben.

## Werke (Auswahl)
- 1970: Herr Bertolt Brecht sagt. Lesebuch für Kinder und andere Leute (mit Martin Sperr)
- 1972: Die dressierten Eltern
- 1973: Therese Giehse: Ich habe nichts zum Sagen. Gespräche mit Monika Sperr (Biografie)
- 1975: Raus mit dem Köter (Roman für Kinder)
- 1978: Das große Schlagerbuch (Herausgabe, Kommentar)
- 1980: Hundegeschichte (Erzählungen für Kinder)
- 1980: Die Freundin (Roman)
- 1982: Treffpunkt Froschweiher oder die Sache mit dem Fahrrad (Kinderbuch)
- 1983: Der Tag beginnt mit der Dämmerung (Roman)
- 1983: Petra Karin Kelly – Politikerin aus Betroffenheit (Biografie)
- 1985: Reise zu Cathleen McCoy (Roman; postum)